# Friedrich-Werner Graf von der Schulenburg

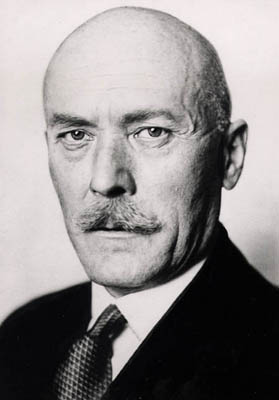
Friedrich-Werner Graf von der Schulenburg

Friedrich-Werner Erdmann Matthias Johann Bernhard Erich Graf von der Schulenburg (* 20. November 1875 in Kemberg; † 10. November 1944 in Berlin) war ein deutscher Diplomat und Widerstandskämpfer des 20. Juli 1944.

## Leben

### Diplomatische Karriere

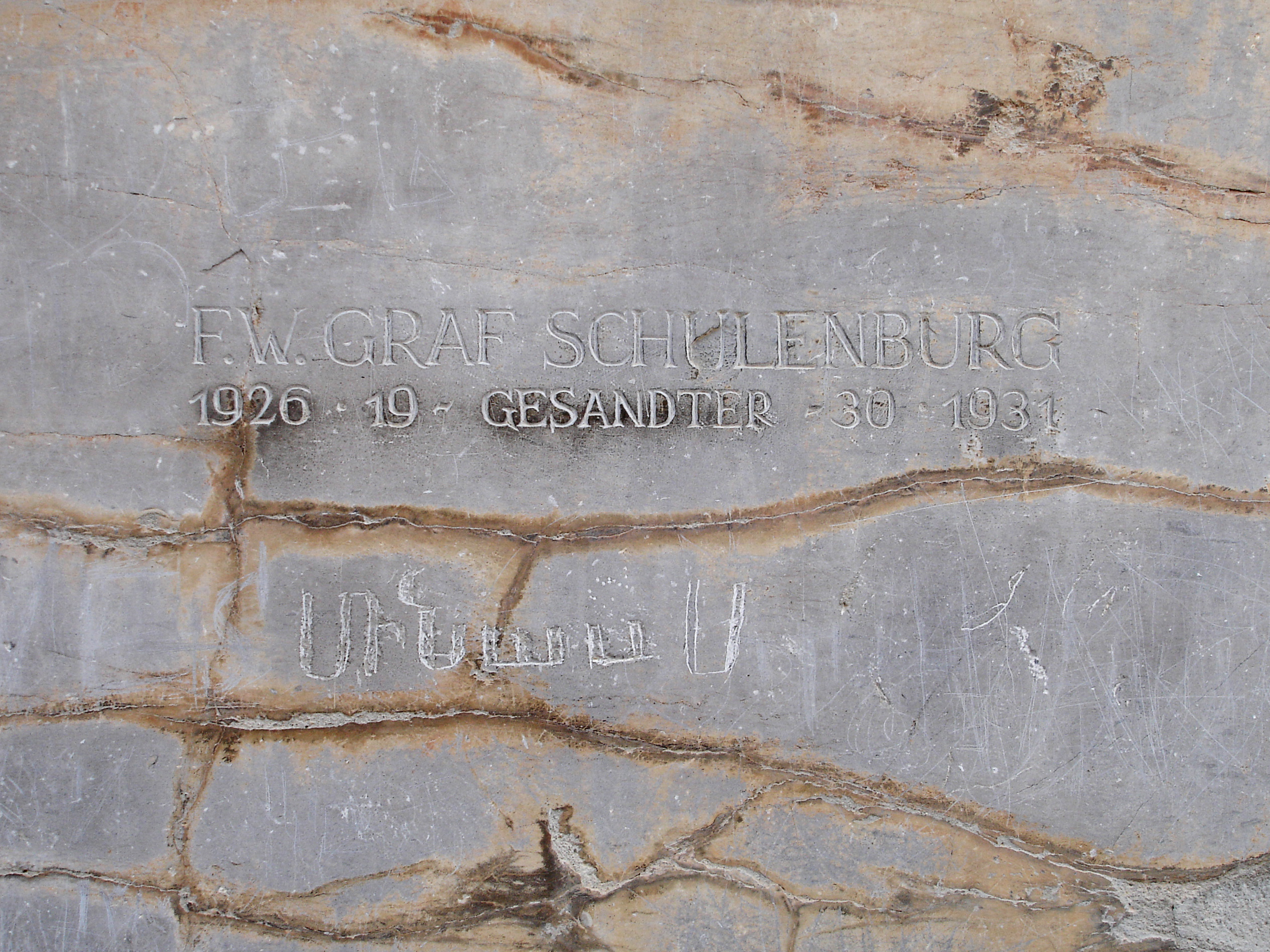
Inschrift F. W. Graf Schulenburg. Gesandter. 1926, 1930, 1931 am Eingang von Persepolis

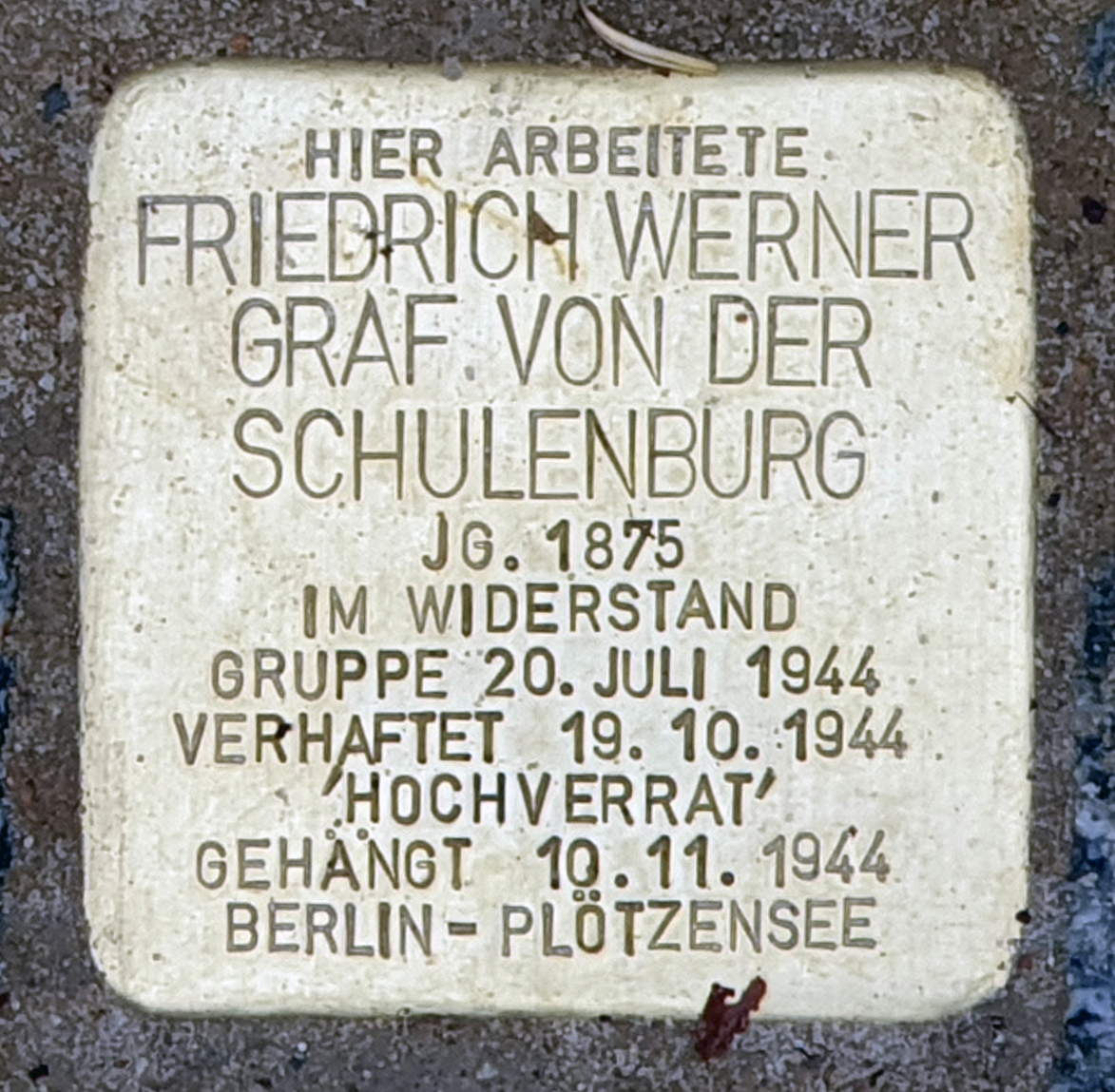
Stolperstein am Haus, Wilhelmstraße 92, in Berlin-Mitte

Friedrich-Werner stammte aus dem Geschlecht derer von der Schulenburg und wurde als zweiter Sohn des preußischen Oberstleutnants Bernhard Graf von der Schulenburg (1839–1902) und seiner Ehefrau Margarete Freiin gebn. von Waldenfels (1847–1918) in Kemberg, Kreuzstraße 12 geboren. Ein Sohn seines Cousins Friedrich war der spätere Mit-Widerstandskämpfer Fritz-Dietlof von der Schulenburg. Die Familie zog 1883 nach Darmstadt und dann 1887 nach Braunschweig. 1894 legte er am Wilhelm-Gymnasium in Braunschweig das Abitur ab. Bereits sehr frühzeitig hatte er den Wunsch, in den diplomatischen Dienst einzutreten. Bis 1895 diente er als Einjährig-Freiwilliger im 1. Garde-Feldartillerie-Regiment. Anschließend studierte er Rechtswissenschaft in Lausanne, München und Berlin und legte 1900 die zweite juristische Staatsprüfung ab. Ein Jahr später trat er in den konsularischen Dienst des Auswärtigen Amtes ein. 1903 wurde er zum Vizekonsul beim Generalkonsulat in Barcelona ernannt. Bereits 1906 übernahm er die Leitung des Konsulats Lemberg. In der gleichen Zeit war er in Prag und interimistisch in Neapel tätig. Ab 1907 wurde er für das Generalkonsulat in Warschau als Vizekonsul ernannt. Von 1911 bis Anfang 1914 war er kaiserlicher Konsul in Tiflis.
Mit Beginn des Ersten Weltkrieges 1914 diente Schulenburg im Deutschen Heer. Nach der Marneschlacht wurde er im Oktober 1914 zum Hauptmann der Reserve im 1. Garde-Feldartillerie-Regiment befördert. Im August 1915 wurde er vom Auswärtigen Amt zur besonderen Verwendung reklamiert und als deutscher Verbindungsoffizier zur Osmanischen Armee mit Sitz in Erzurum eingesetzt. Er übernahm dort die Aufstellung der Georgischen Legion, einer Einheit georgischer Freiwilliger im Kampf gegen Russland. Er erhielt das Eiserne Kreuz und hohe türkische Auszeichnungen. Nach der russischen Eroberung der Stadt wechselte er 1917 ins Konsulat in Beirut, dann nach Damaskus. 1918 wurde er Gesandter bei der neu gegründeten Demokratischen Republik Georgien in Tiflis. Nach dem Zusammenbruch des Deutschen Reiches internierten britische Truppen ihn zusammen mit Friedrich Freiherr Kreß von Kressenstein auf der türkischen Insel Prinkipo, von wo er 1919 nach Deutschland zurückkehrte.
Er wurde erst nach der ersten Phase des Völkermords an den Armeniern nach Erzurum, einer Region im ursprünglich armenischen Kerngebiet im Osmanischen Reich, versetzt und erlebte daher vermutlich nicht mehr mit, wie dort fast sämtliche männlichen Armenier zwangsdeportiert oder getötet wurden, war aber durch die Berichte seines Amtsvorgängers darüber informiert worden. Trotzdem leugnete oder verharmloste Schulenburg, der ein hohes Ansehen bei mehreren türkischen Beamten genoss, die Massaker. Sein Verhalten ließ eine stark anti-armenische Einstellung erkennen. Er setzte sich im Folgenden kaum bis gar nicht für den Schutz der noch verbliebenen Armenier von Erzurum ein und überließ sie sich selbst.
Nach seiner Rückkehr wurde er im Herbst 1919 in den diplomatischen Dienst der Weimarer Republik gerufen und vorerst in der politischen Abteilung des Auswärtigen Amtes eingesetzt, wo er im März 1921 zum Vortragenden Legationsrat berufen wurde. Vom 22. Juli 1922 bis 1931 war von der Schulenburg Gesandter in Teheran (Iran). Hier hielt er engen Kontakt zu dem in Tiflis (Transkaukasien) eingesetzten Generalkonsul Otto Günther von Wesendonk (1885–1933). Von Teheran aus besuchte er auch Persepolis. Während seiner Dienstzeit in Teheran war er sehr häufiger Gast des deutschen Botschafters in Moskau Graf Ulrich von Brockdorff-Rantzau. Hauptziel der hier geführten Gespräche war es, sich ein gemeinsames Bild über die aktuelle Situation der beiden aneinander grenzenden Länder zu machen.
Im Jahr 1931 wurde von der Schulenburg zum Gesandten erster Klasse ernannt und mit der Übernahme der Botschaft in Bukarest (Rumänien) betraut. Der NSDAP und der Nationalsozialistischen Volkswohlfahrt trat er 1934 bei. Am 21. Juni 1934 wechselte er als deutscher Botschafter nach Moskau in die Sowjetunion. Hier löste er den bisherigen Botschafter Rudolf Nadolny ab. Schulenburg trat in seiner Amtszeit aus innerster Überzeugung vehement für eine Verständigung zwischen Deutschland und der UdSSR ein und war maßgeblich am Zustandekommen des deutsch-sowjetischen Nichtangriffspakts vom August 1939 beteiligt. In seiner Position als Botschafter begleitete er die zwischen dem deutschen Reichsminister des Auswärtigen Amtes Joachim von Ribbentrop und dem sowjetischen Regierungschef Wjatscheslaw M. Molotow sowie dem Vorsitzenden des Rates der Volkskommissare der UdSSR, Josef Stalin, geführten Gespräche in Moskau und hatte dadurch intimste Kenntnisse über das streng geheim gehaltene Zusatzprotokoll das Paktes zur „Frage der Abgrenzung ihrer beidseitigen Interessensphären in Osteuropa“. Seine große Hoffnung dabei war, dass sich der „Nichtangriffspakt als ein Instrument des Friedens erweisen könnte“. Das Zustandekommen dieses Paktes wurde dem Botschafter von der Schulenburg hoch angerechnet, privat schrieb er jedoch: „Jetzt hat Hitler die Möglichkeit einen Krieg vom Zaun zu brechen und den werden wir verlieren.“
Bis zuletzt versuchte er, den deutschen Überfall auf die Sowjetunion zu verhindern. Immer wieder warnte er bis in die höchsten Führungskreise des Deutschen Reiches, Russland sei militärisch stark und seine Industriereserven praktisch unangreifbar. Am 28. April 1941 gelang es ihm, zu einem persönlichen Gespräch zu Adolf Hitler vorzudringen. Im Vorfeld hatte er bereits ein Memorandum verfasst, um Hitler in seinen Plänen zum Überfall auf die Sowjetunion umzustimmen. Bei dem 30-minütigen Gespräch lag dieses Dokument auch auf Hitlers Tisch. Bei der Verabschiedung betonte dieser gegenüber seinem Gesprächspartner: „Und noch eins, Graf Schulenburg, einen Krieg gegen Rußland beabsichtige ich nicht.“ Nach diesem Gespräch flog von der Schulenburg am 30. April 1941 nach Moskau zurück und äußerte auf die erwartungsgestimmten Fragen seiner Kollegen in Moskau: „Er hat mich eben mit Absicht belogen.“ Im Mai 1941 sprach er in Moskau dreimal mit dem Sowjetischen Botschafter in Berlin, Wladimir Dekanosow. Er gab ihm am 5. Mai mit der Warnung, die Sowjetunion unterschätze die Kriegsgefahr, zu verstehen, dass Hitler die Sowjetunion angreifen werde und Stalin mit Hitler Kontakt aufnehmen solle. Er betonte gleichzeitig den privaten Charakter des Gesprächs. Dekanosow konnte sich eine solche Pflichtwidrigkeit eines deutschen Diplomaten einfach nicht vorstellen. Von der Schulenburg nahm zwar am 6. Mai befriedigt zur Kenntnis, dass Stalin zum Vorsitzenden des Rates der Volkskommissare ernannt worden war und ihm so erstmals die Möglichkeit einer protokollarisch korrekten Auslandsreise offen stünde. Bei den Treffen am 9. und 12. Mai betonte Schulenburg jedoch erneut, dass es bei einer Kontaktaufnahme keinen Bezug auf seine Gespräche geben dürfe. Die Sowjets verstanden die Kontaktaufnahmen nicht; dazu kam, dass kaum jemand in Moskau gegen die Überzeugungen Stalins sprechen wollte, während jener bemerkte, dass ein Großteil aller anderen Hinweise auf einen Angriff auf angloamerikanischen Quellen beruhten, welche womöglich die Beziehungen zwischen Deutschland und der Sowjetunion vergiften wollten.
Nach dem Überfall Deutschlands auf die Sowjetunion am 22. Juni 1941 und damit dem Beginn des Krieges gegen die Sowjetunion wurde von der Schulenburg in Moskau kurzzeitig interniert und dann vom 24. bis 29. Juni mit dem gesamten Botschaftspersonal in einem Erholungsheim in Kostroma untergebracht. Von dort aus fuhren sie in acht Tagen mit dem Zug an die türkische Grenze, wo sie am 13. Juli 1941 ausgetauscht wurden. Unmittelbar nach dem Austausch flog von der Schulenburg mit einem Flugzeug nach Berlin. Doch eine Berichterstattung war ausdrücklich nicht erwünscht. Danach wies das Auswärtige Amt von der Schulenburg einen Posten ohne politischen Einfluss zu: Er wurde Leiter des Russland-Komitees und damit kaltgestellt.
Im Zweiten Weltkrieg wurden in der Sowjetunion im Auftrag des Reichsministers für die besetzten Ostgebiete, Alfred Rosenberg, erbeutete Akten und Bücher bis Frühjahr 1943 in der Hardenbergstraße 29 in Berlin gesammelt und weiterverteilt. Friedrich Werner Graf von der Schulenburg entnahm sich dort unter anderem etwa 100 Bände meist französischsprachiger Literatur des 18. und 19. Jahrhunderts, die aus der Bibliothek des Pawlowsk-Palastes bei Leningrad stammten.

### Widerstandskämpfer

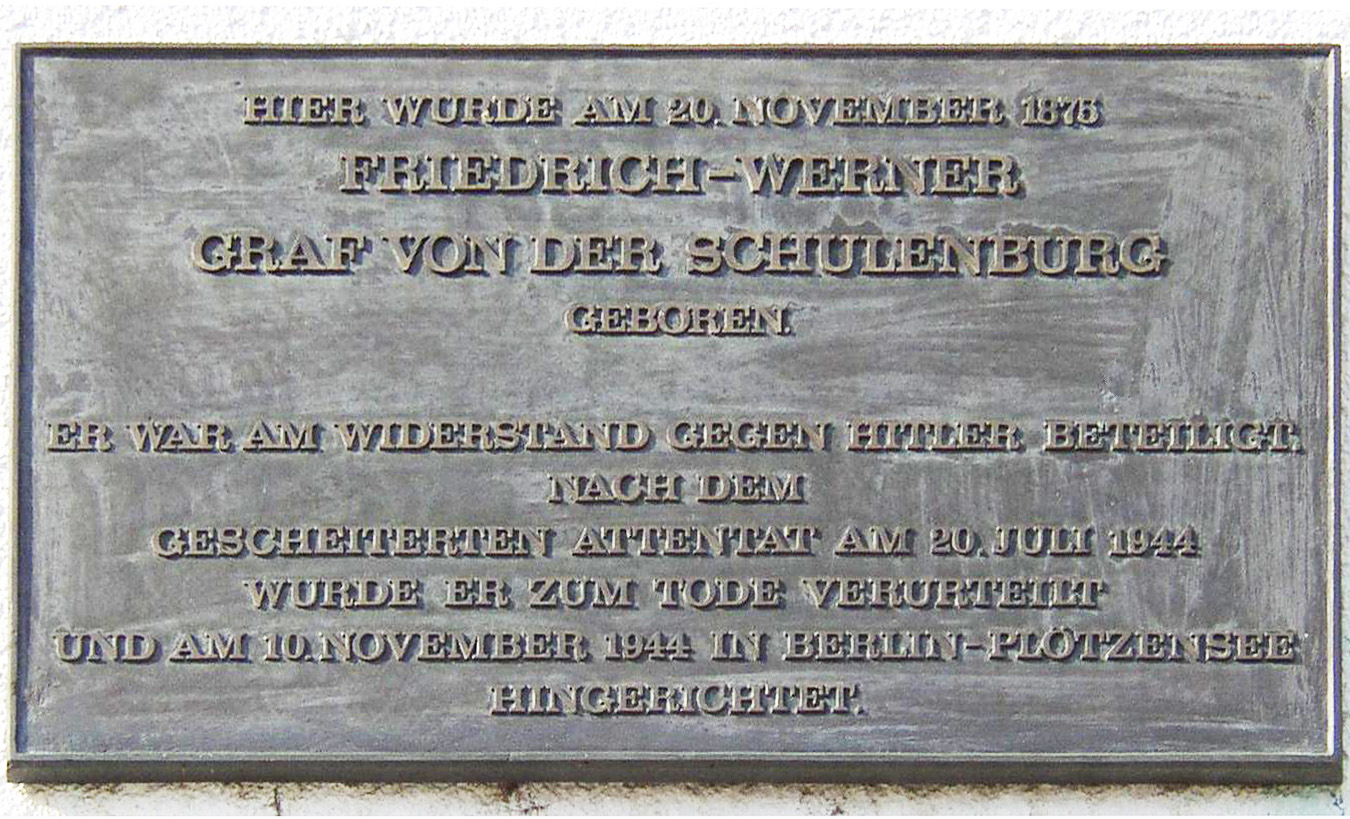
Gedenktafel in Kemberg

Im Sommer 1943 suchte Carl Friedrich Goerdeler (1884–1945), ein Kopf des deutschen Widerstandes, Kontakt zu Schulenburg (siehe Personen des 20. Juli 1944). Am 9. September 1943 sprach er sich in einer Denkschrift für ein föderatives Europa aus, ohne deutsche Vormacht, wie es Goerdeler lange gefordert hatte. Sie diskutierten, auch im Kreise weiterer Personen aus dem Kreis um Goerdeler und von Hassel, über Möglichkeiten eines Sonderfriedens mit der Sowjetunion. Dabei war vorgesehen, dass Schulenburg als Vermittler zu Josef W. Stalin fungieren sollte, um mit ihm Gespräche über einen Verhandlungsfrieden führen zu können. Die Aufzeichnungen über diese Gespräche und Planungen waren in einem Safe abgelegt, dessen Standort Goerdeler in der Annahme verriet, er sei während eines Bombenangriffes zerstört worden. Die Einsichtnahme in diese brisanten Dokumente führten die Gestapo auf die Spur von Schulenburg. Später erörterte Schulenburg mit Henning von Tresckow, wie er durch die Ostfront geschleust werden könne, um mit Stalin einen Friedensvertrag auszuhandeln. Die Verschwörer sahen Schulenburg zeitweise als deutschen Außenminister nach dem Staatsstreich vor (Schattenkabinett Beck/Goerdeler). Hitler bezeichnete in seinen Lagebesprechungen am 31. August 1944 die Leute, die sich mit der Sowjetunion gegen England verbünden wollen, als die „Schulenburg-Richtung“. Der Herausgeber dieser Aufzeichnungen Helmut Heiber schätzt dies als richtige Wiedergabe des politischen Konzeptes Schulenburgs für die damalige Lage ein.
Nach dem gescheiterten Attentat vom 20. Juli 1944 wurde er am 19. Oktober verhaftet und wegen Hochverrats angeklagt. Im Prozess vor dem Volksgerichtshof bestritt er am 23. Oktober 1944 vergeblich, von Umsturzplänen etwas gewusst zu haben, und Gerichtspräsident Roland Freisler verurteilte ihn zum Tode. Am 10. November 1944 wurde Friedrich-Werner Graf von der Schulenburg in der Hinrichtungsstätte des Strafgefängnisses Berlin-Plötzensee gehängt.
An der elterlichen Grabstätte auf dem Braunschweiger Hauptfriedhof erinnert eine Inschrift an Friedrich-Werner Graf von der Schulenburg. Heute ist diese Grabstätte eine Gedenkstätte für die Beteiligten des Attentates vom 20. Juli 1944. Am 5. November 2021 wurde vor dem ehemaligen deutschen Außenministerium, Berlin-Mitte, Wilhelmstraße 92, ein Stolperstein für ihn verlegt.

### Privates
Am 12. Mai 1908 heiratete er in Berlin Elisabeth von Sobbe (1875–1955), diese Ehe wurde bereits am 20. Juni 1910 geschieden. Aus der Ehe ging als einziges Kind die Tochter Christa-Wernfriedis (1908–1993) hervor, die Max Wolfgang von Lindenfels auf Wolframshof (1908–1982) ehelichte.
In seiner Zeit als Botschafter in Teheran lernte er 1924 Alla (Alwine Sophie) Duberg kennen, die 20 Jahre lang seine Lebensgefährtin war und am 5. Mai 1944 im Spital Meseritz-Obrawalde nach langer Krankheit starb. Zu diesem Zeitpunkt litt Alwine bereits seit Jahren unter den Folgen von Psychosen und Alkoholmissbrauch. Ob sie in dem an das Euthanasieprogramm angeschlossenen Krankenhaus ermordet wurde, lässt sich auch anhand ihrer im polnischen Nationalarchiv lagernden Krankenakten nicht belegen. Graf von der Schulenburg, der auch nach ihrem Tod noch die behandelnden Ärzte konsultierte, erhielt ebenfalls keine abschließenden Auskünfte.
Im Jahr 1936 erwarb Schulenburg die Burg Falkenberg in der Oberpfalz. Nach der Freigabe durch das Bayerische Amt für Denkmalspflege ließ er die Burg als Altersruhesitz aufwendig sanieren und einrichten. Unter denkmalpflegerischen Gesichtspunkten wurde die Anlage zwischen 1936 und 1939 restauriert. Sie stand nach seiner Entbindung vom Amt des Botschafters in Moskau als Wohnsitz zur Verfügung und wurde zeitweilig auch von ihm und seiner Lebenspartnerin genutzt.